# Station Lier (België)
Station Lier is een spoorwegstation langs spoorlijn 15 (Antwerpen - Hasselt) in de stad Lier, in de Belgische provincie Antwerpen. Het station wordt ook bediend door de spoorlijnen 13 (naar Kontich en Mechelen) en 16 naar Aarschot.

## Geschiedenis

### Spoorlijnen
Reeds in de eerste plannen van 1831 zou een spoorlijn van Antwerpen richting Duitsland over Lier lopen. Latere tracés verlegden deze verbinding echter via Mechelen of via Grobbendonk en Herentals, zeer tot ongenoegen van het Lierse stadsbestuur, dat de stad beschouwde als de vanzelfsprekende toegangspoort naar de Kempen. Ook was er lange tijd betwisting of de lijn vanuit Lier beter naar Kontich dan wel naar Duffel zou lopen. De spooraansluiting werd concreet toen een concessie voor een spoorlijn Lier-Turnhout bij de wet van 1 mei 1853 werd goedgekeurd. Medio maart 1855 reden de eerste treinen over het traject Kontich-Herentals, en de officiële openstelling volgde op 19 en 23 april 1855 (resp. goederen- en reizigersdienst).
De verbinding met Antwerpen via Boechout werd aangelegd door concessiehouder Nord de la Belgique, en werd geopend in juli 1864. Daarmee werd het station van Lier een gemeenschappelijk station voor drie maatschappijen: de Belgische Staat (Lier-Kontich), de concessie Lier-Turnhout en Grand Central Belge (Antwerpen-Lier).
Rond Lier bestonden nog enkele kleinere spoorlijnen, zoals het “SAFI”-spoor naar Oelegem, en een spoorlijn naar Duffel, aangelegd rond de Eerste Wereldoorlog en opgebroken in 1937, nadat de verbindingsbocht op spoorlijn 13 was aangelegd.
In 1889 werden drie buurtspoorweglijnen aangelegd (Lier-Putte, Lier-Rumst en Lier-Broechem), die echter in resp. 1940-45, 1949 en 1950 verdwenen.
De naast het station gelegen overweg aan de Antwerpsesteenweg zorgde voor eindeloos oponthoud, mede omdat door een slordig ontwerp enkele stationswissels voorbij de overweg lagen, waardoor die lange tijd gesloten bleef vanwege rangeerwerk. In 1903 volgde de aanbesteding voor een voetgangerstunnel. Pas op 12 juli 1983 werd ook een autotunnel in gebruik genomen, en verdween de overweg.

### Stationsgebouw
Het stationsgebouw zelf werd pas gebouwd in 1861. Tot dan fungeerde de kelder van het Casino aan het Leopoldplein als dienstgebouw. De bouw van een nieuw station liep vertraging op door meningsverschillen tussen de Belgische Staat en de concessie Lier-Turnhout. Het ontwerp is van architect Auguste Payen (junior), die onder meer ook de stations van Gent-Zuid en Verviers-Oost ontwierp. Het is gebouwd in neoclassicistische stijl. Het centrale deel heeft twee verdiepingen (gelijkvloers en een verdieping erop) en bestaat uit vijf traveeën. Links en rechts ervan staan zijgebouwen van vier traveeën.
Na de bouw van het stationsgebouw verliep de stadsuitbreiding traag. In de jaren 1880 werden enkele nieuwe straten rond het station aangelegd, maar pas vanaf de eeuwwisseling kon gesproken worden van een verkavelingsbeweging en ontstond een nieuwe wijk rondom het station.
Het Leopoldplein werd het commerciële centrum van de buurt. Rond 1900 kwamen er een aantal industriële gebouwen bij, waaronder een kantfabriek, een weverij, een drukkerij en een stoomhoutzagerij. Verder kwamen er loodsen voor de opslag van allerhande goederen.
Op 29 september 1914 werd Lier voor de eerste maal beschoten door de Duitsers, met veel schade in de wijk rondom het station. Vele huizen werden vernield of beschadigd.
Het station werd verschillende malen opgeknapt. Het uitzicht ervan werd enkele keren veranderd, eerst door een grote telefoonmast op het dak (van ca. 1900 tot ca. 1935), in de tweede helft van de 20e eeuw met de vervanging van de glazen luifel door een gesloten exemplaar, en door de masten bij de elektrificatie van spoorlijnen in België. Sinds 1995 is het gebouw beschermd als monument.
Het station is naar 21e-eeuwse normen verouderd, vanwege het gedateerde gebouw, de te lage perrons, het ontbreken van roltrappen of liften, en de povere of onbestaande fietsgoten langs de trappen.

## Galerij

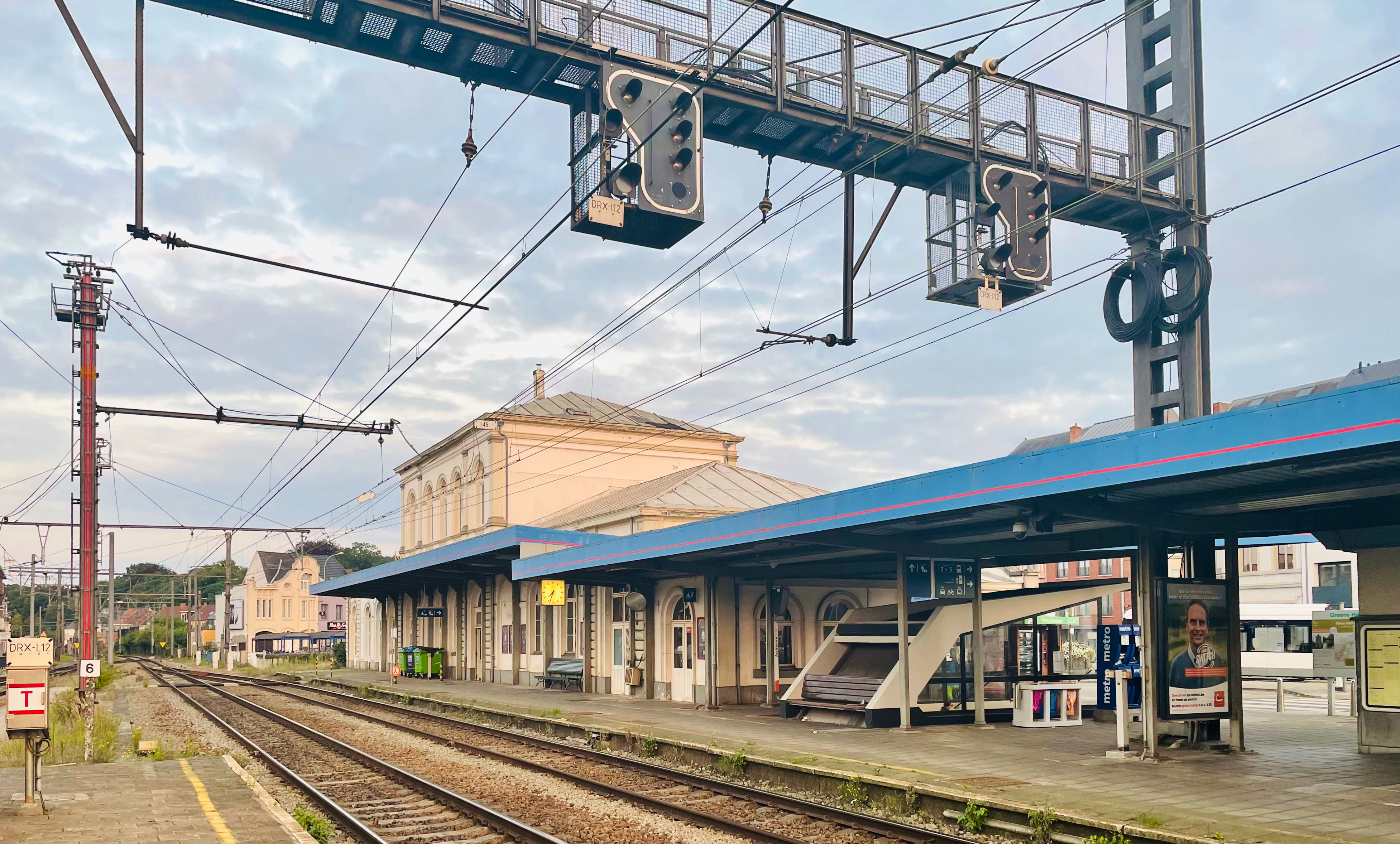
Zicht op het perron
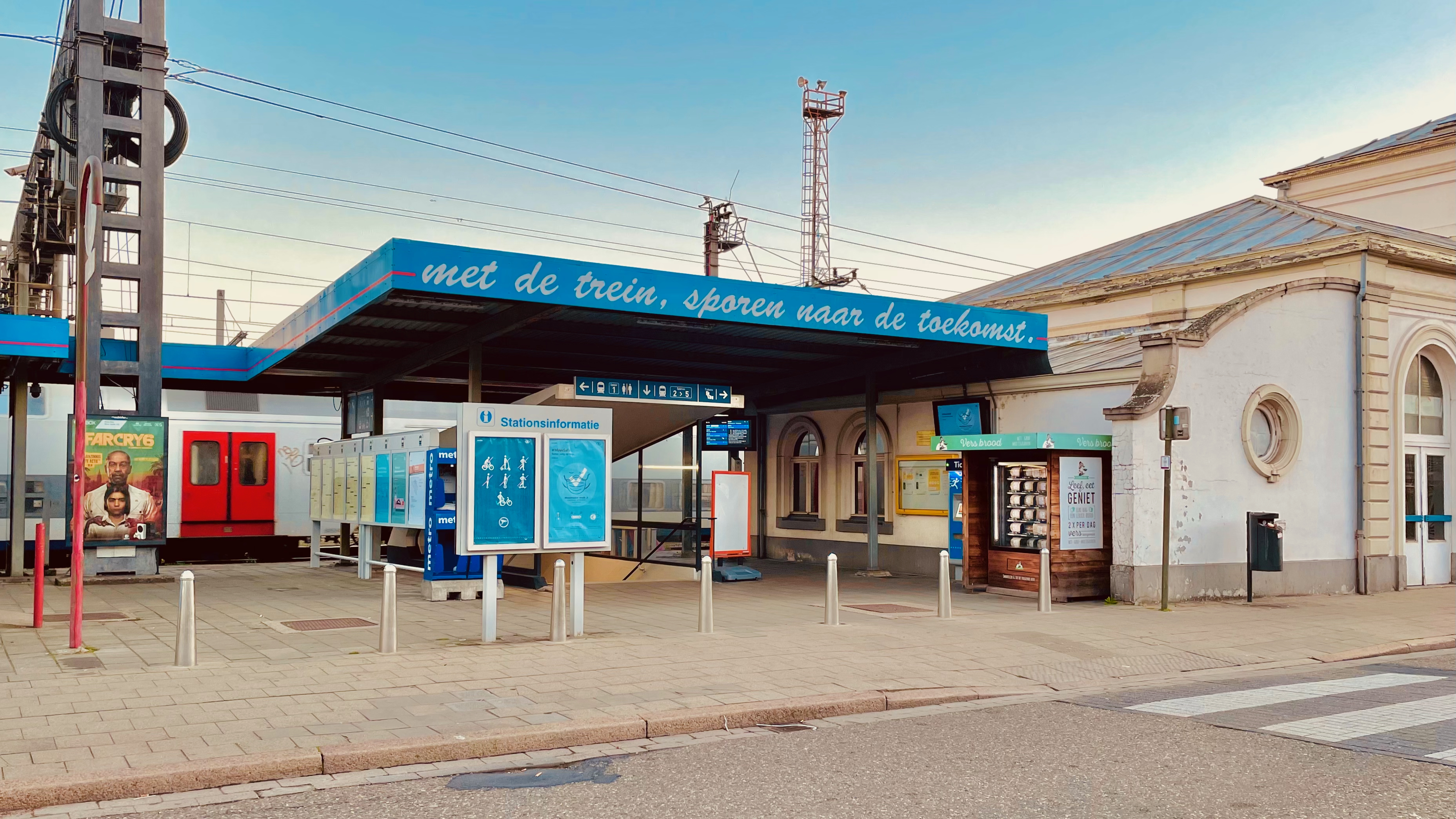
Stationsingang
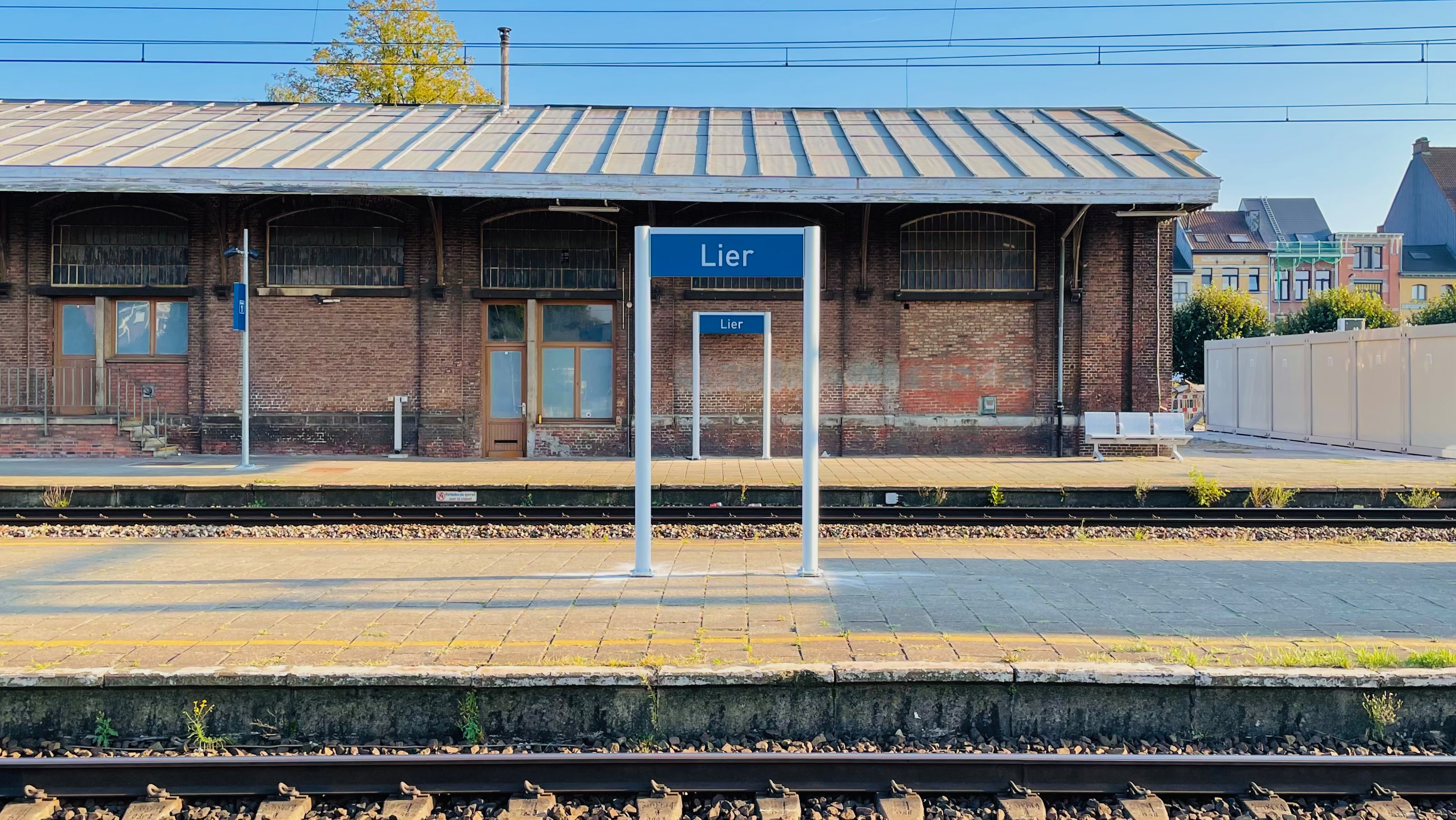
Plaatsnaambord
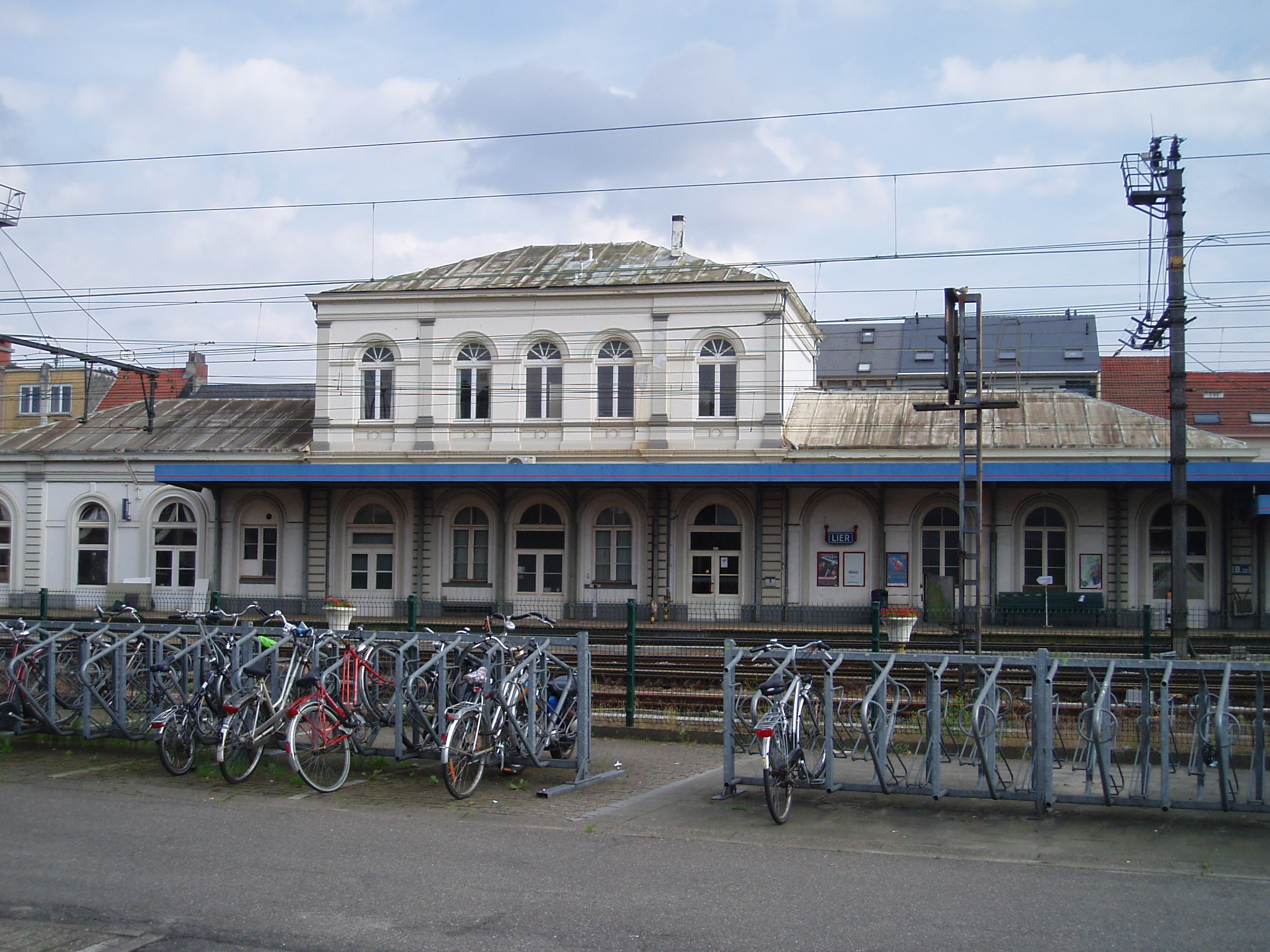
Achterzijde van het station
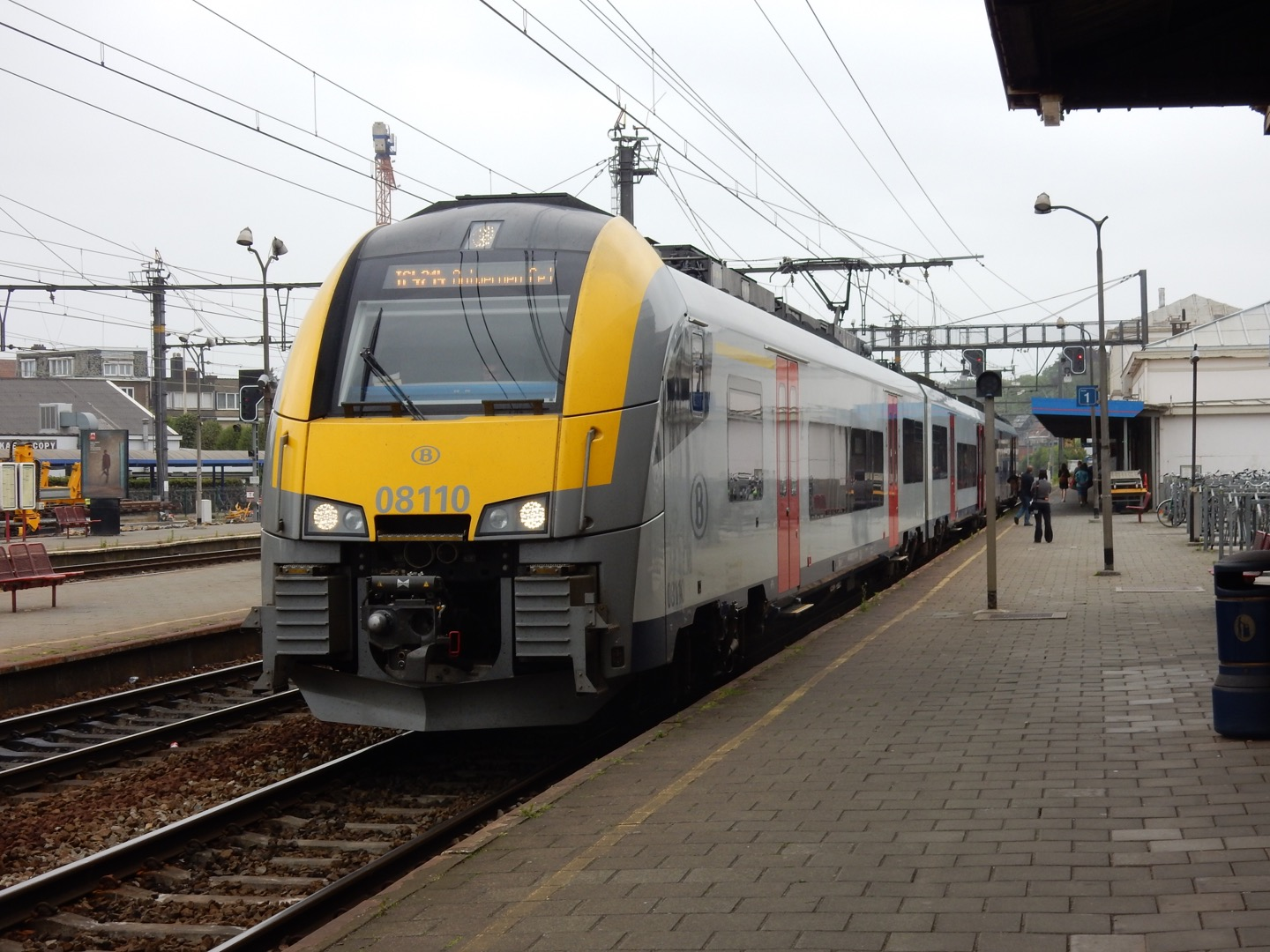
Een MS08 Desiro-treinstel in station Lier
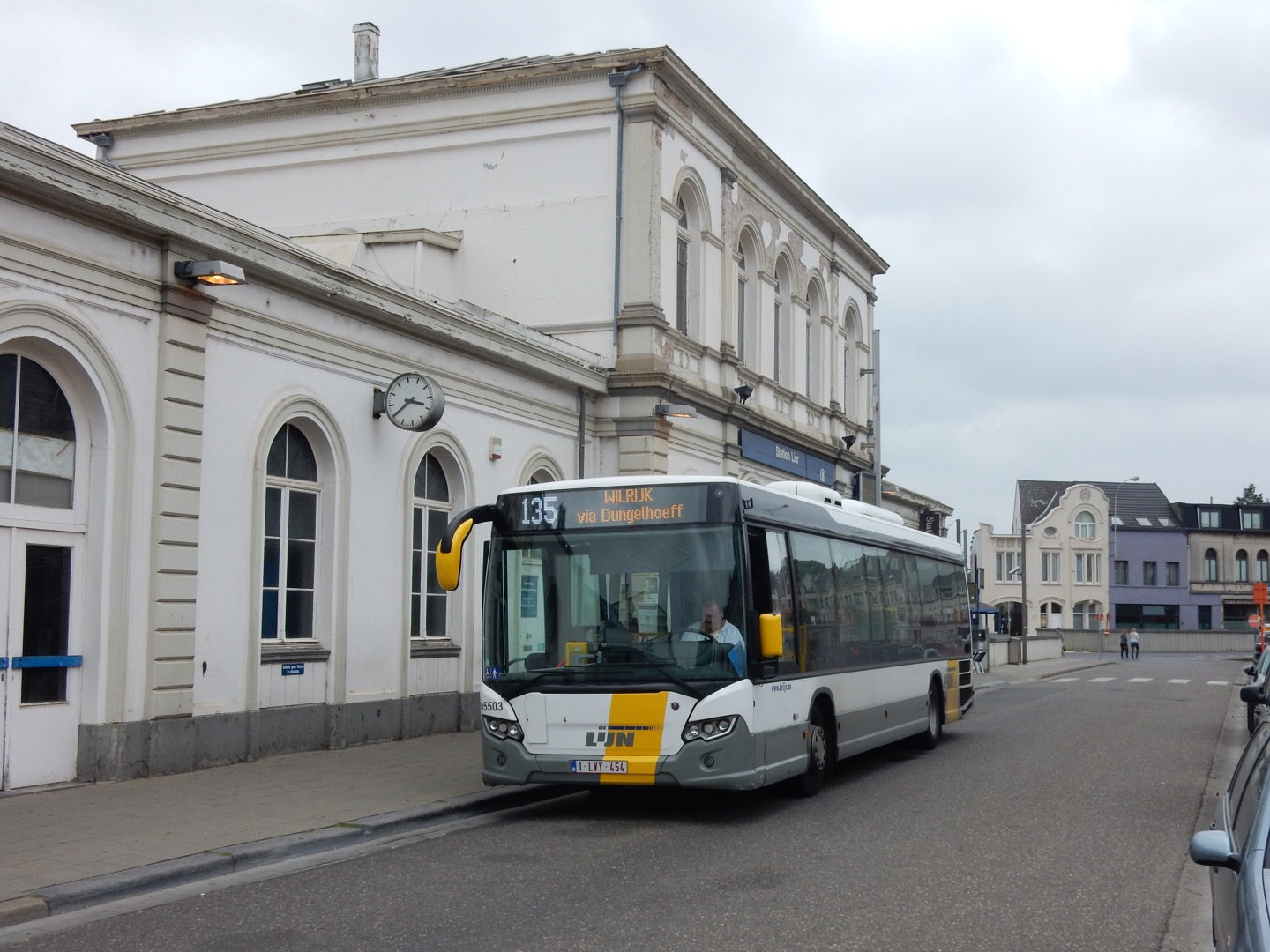
Bus 135 voor station Lier

## Treindienst
| Serie       | Treinsoort               | Route                                                                                                   | Bijzonderheden                                             |
| ----------- | ------------------------ | --- | ---------------------------------------------------------- |
| IC 09       | Intercity (NMBS)         | Antwerpen-Centraal – Lier – Aarschot – [ Leuven – ] Hasselt – Luik-Guillemins                           | Rijdt in het weekend Antwerpen-Centraal - Luik-Guillemins. |
| IC 10       | Intercity (NMBS)         | Antwerpen-Centraal – Lier – Mol – Hamont                                                                |                                                            |
| IC 11       | Intercity (NMBS)         | Binche – La Louvière-Centrum – Brussel-Zuid – Schaarbeek [ – Mechelen – Lier – Turnhout ]               | Rijdt in het weekend tussen Binche en Schaarbeek.          |
| IC 15       | Piekuurtrein (NMBS)      | Antwerpen-Centraal – Lier – Heist-op-den-Berg – Diest – Hasselt                                         | Rijdt alleen op werkdagen.                                 |
| IC 30       | Intercity (NMBS)         | Turnhout – Lier – Antwerpen-Centraal                                                                    | Stopt op werkdagen niet tussen Herentals en Lier.          |
| L 2850      | L-trein (NMBS)           | Antwerpen-Centraal – Lier – Aarschot – Leuven                                                           |                                                            |
| S 33        | S-trein Antwerpen (NMBS) | Antwerpen-Centraal – Lier – Herentals – Mol                                                             | Rijdt alleen op werkdagen.                                 |
| P 4150      | Piekuurtrein (NMBS)      | Antwerpen-Centraal – Lier – Herentals                                                                   | Rijdt alleen op werkdagen. Sommige treinen vanaf Lier.     |
| P 7205/8205 | Piekuurtrein (NMBS)      | Mol – Lier – Mechelen – Brussel-Zuid                                                                    | Rijdt alleen op werkdagen.                                 |
| P 7210/8210 | Piekuurtrein (NMBS)      | Hasselt – Lier – Antwerpen-Centraal                                                                     | Rijdt alleen op werkdagen.                                 |
| P 7260/8260 | Piekuurtrein (NMBS)      | Antwerpen-Centraal – Lier – Herentals                                                                   | Rijdt alleen op werkdagen. Sommige treinen vanaf Lier.     |
| P 7280/8280 | Piekuurtrein (NMBS)      | Aarschot – Lier – Antwerpen-Centraal                                                                    | Rijdt alleen op werkdagen.                                 |
| P 8220      | Piekuurtrein (NMBS)      | [ Hamont – Lier – ] / [ Essen – Antwerpen-Centraal – Lier – ] Leuven – Heverlee                         | Een trein op zondagavond.                                  |
| ICT 6710    | Toeristentrein (NMBS)    | [ Neerpelt – ] / [ Turnhout – ] Herentals – Lier – Mechelen – Gent-Sint-Pieters – Brugge – Blankenberge | Rijdt in juli en augustus.                                 |

## Busdienst
Vanaf het plein voor het station vertrekken verschillende stads- en streekbussen:
| Buslijn | Traject | Perron |
| ------- | --- | ------ |
| 1       | Lier station - Emblem - Broechem Van Den Nestlaan (Alleen op zaterdag aan Lier station, op andere dagen aan Lier Baron Opsomerslaan) | 11     |
| 2       | Station Lier - Duffel Station | 9      |
| 3       | Station - Kessel - Emblem | 9      |
| 35      | Lier - Hove - Lint - Kontich - UZA                                                                                                   | 8      |
| 55      | Lier station - Duffel - Rumst | 6      |
| 58      | Lier - Koningshooikt - Berlaar- Heist-op-den-Berg                                                                                    | 1      |
| 85      | Lier - Nijlen - Herenthout- Herentals                                                                                                | 4      |
| 84      | Lier - Nijlen - Grobbendonk - Vorselaar                                                                                              | 5      |
| 154     | Lier station - Kessel Ringstraat | 5      |
| 351     | Lier Veemarkt - Kontich - Boom | 1,8    |
| 359     | Lier - Kontich - Wilrijk | 8      |
| 422     | Lier - Broechem - Berchem | 7,8    |
| 428     | Lier - Broechem - Vorselaar | 7,8    |
| 550     | Lier - Duffel - Elzestraat - Mechelen Gandhistraat                                                                                   | 8      |
| 556     | Lier - Waarloos | 6      |
| 560     | Lier - Sint-Katelijne-Waver - Mechelen (via Beukheuvel)                                                                              | 2      |
| 561     | Lier - Sint-Katelijne-Waver - Mechelen (via Berlaarbaan)                                                                             | 2      |
| 569     | Lier station - Sint-Katelijne-Waver                                                                                                  | 2      |
| 570     | Lier - Berlaar Heikant - Berlaar | 3      |
| 571     | Lier - Berlaar Heikant - Putte - Lier                                                                                                | 3      |
| 859     | Lier station-Nijlen-Emblem-Broechem-Ranst                                                                                            | 4      |

## Reizigerstellingen
De grafiek en tabel geven het gemiddeld aantal instappende reizigers weer op een week-, zater- en zondag.
| Tabel: aantal instappende reizigers station Lier | Tabel: aantal instappende reizigers station Lier | Tabel: aantal instappende reizigers station Lier | Tabel: aantal instappende reizigers station Lier |
|                                                  | Weekdag                                          | Zaterdag                                         | Zondag                                           |
| ------------------------------------------------ | ------------------------------------------------ | ------------------------------------------------ | ------------------------------------------------ |
| 1977                                             | 2 199                                            | 403                                              | 373                                              |
| 1978                                             | 2 344                                            | 389                                              | 339                                              |
| 1979                                             | 2 037                                            | 459                                              | 408                                              |
| 1980                                             | 2 337                                            | 540                                              | 567                                              |
| 1981                                             | 3 517                                            | 928                                              | 1 108                                            |
| 1982                                             | 3 301                                            | 1 220                                            | 987                                              |
| 1983                                             | 3 104                                            | 925                                              | 1 058                                            |
| 1984                                             | 4 274                                            | 1 363                                            | 1 209                                            |
| 1985                                             | 4 544                                            | 1 359                                            | 1 391                                            |
| 1986                                             | 4 479                                            | 1 635                                            | 1 251                                            |
| 1987                                             | 4 480                                            | 1 519                                            | 1 439                                            |
| 1988                                             | 4 709                                            | 1 659                                            | 1 853                                            |
| 1989                                             | 4 593                                            | 1 757                                            | 1 547                                            |
| 1990                                             | 4 659                                            | 2 131                                            | 1 914                                            |
| 1991                                             | 4 909                                            | 2 120                                            | 1 895                                            |
| 1992                                             | 4 638                                            | 2 293                                            | 2 090                                            |
| 1993                                             | 4 533                                            | 2 275                                            | 2 002                                            |
| 1994                                             | 4 791                                            | 1 971                                            | 1 388                                            |
| 1995                                             | 4 093                                            | 1 943                                            | 1 941                                            |
| 1996                                             | 5 209                                            | 1 807                                            | 1 531                                            |
| 1997                                             | 4 639                                            | 2 144                                            | 2 305                                            |
| 1998                                             | 4 748                                            | 1 465                                            | 1 428                                            |
| 1999                                             | 4 772                                            | 1 324                                            | 1 160                                            |
| 2000                                             | 5 269                                            | 1 454                                            | 1 366                                            |
| 2001                                             | 4 833                                            | 1 190                                            | 1 128                                            |
| 2002                                             | 4 619                                            | 1 373                                            | 1 428                                            |
| 2003                                             | 4 536                                            | 1 356                                            | 1 390                                            |
| 2004                                             | 4 992                                            | 1 520                                            | 1 413                                            |
| 2005                                             | 4 800                                            | 1 674                                            | 1 872                                            |
| 2006                                             | 5 168                                            | 1 504                                            | 1 570                                            |
| 2007                                             | 5 020                                            | 1 538                                            | 1 550                                            |
| 2008                                             | -                                                | -                                                | -                                                |
| 2009                                             | 4 880                                            | 1 508                                            | 1 522                                            |
| 2010                                             | -                                                | -                                                | -                                                |
| 2011                                             | -                                                | -                                                | -                                                |
| 2012                                             | 5 432                                            | 1 555                                            | 1 900                                            |
| 2013                                             | 5 699                                            | 1 944                                            | 1 819                                            |
| 2014                                             | 5 711                                            | 1 871                                            | 1 927                                            |
| 2015                                             | 5 417                                            | 1 846                                            | 1 981                                            |
| 2016                                             | 5 393                                            | 1 774                                            | 1 979                                            |
| 2017                                             | 5 766                                            | 1 933                                            | 2 193                                            |
| 2018                                             | 5 651                                            | 2 256                                            | 2 251                                            |
| 2019                                             | 5 724                                            | 2 037                                            | 2 092                                            |
| 2020                                             | 3 692                                            | 1 462                                            | 1 720                                            |
| 2021                                             | -                                                | -                                                | -                                                |
| 2022                                             | 5 250                                            | 2 475                                            | 2 945                                            |
| 2023                                             | 5 191                                            | 2 658                                            | 2 579                                            |
| 2024                                             | 5 617                                            | 2 892                                            | 2 461                                            |

## Spectaculair ongeval
Op 3 juni 2004 kwam een goederentrein met 24 wagons, die vanuit Antwerpen het station binnenreed, op een uitwijkspoor in botsing met twee geparkeerde diesellocomotieven (type 62) van Infrabel. De voorste locomotief ging bij de botsing door het stootblok en belandde boven op de voetgangerstunnel onder de sporen. Een van de geparkeerde locomotieven werd tot schroot verklaard. Achteraf bleek dat de bestuurder van de goederentrein dronken was.